# كيتيهاوا بوينت دو سابل
كيتهاوا بوينت دو سابل (بالإنجليزية: Kitihawa Point du Sable)‏ (المعروفة أيضًا باسمها المسيحي، كاثرين (بالإنجليزية: Christian)‏) امرأة من بوتاواتومي أسست مع زوجها جان بابتيست أول مستوطنة دائمة في ما يعرف الآن بمدينة شيكاغو. بحلول أواخر القرن الثامن عشر الميلادي ، أقامت كيتاوا وزوجها مزرعتهما ومركزًا تجاريًا على نهر شيكاغو.

## سيرة شخصية
لا توجد سجلات معروفة لحياة كيتيوا قبل زواجها من جان بابتيست . تزوجت كيتيهاوا وزوجها في سبعينيات القرن الثامن عشر في حفل بوتاواتومي ، تلاه حفل كاثوليكي في 27 أكتوبر 1788 في كاهوكيا ، إلينوي. كان لديها طفلان ، جان بابتيست بوينت دو سابل جونيور ، وسوزان.